# Maher Bouallegue
Maher Bouallegue (in arabo ماهر بوعلاق‎?; 27 agosto 1969) è un ex atleta paralimpico tunisino che gareggia nella categoria T13 (ipovedenti).

## Biografia
Maher Bouallegue ha partecipato a due edizioni dei Giochi paralimpici estivi e a due Campionati del mondo di atletica leggera paralimpica, tra il 2000 e il 2006. Gareggiava sulle medie e lunghe distanze in categoria T13 (ipovedenti meno svantaggiati) e si è rivelato capace di conquistare tre medaglie d'oro ai Giochi di Sydney 2000 e altri tre ori, oltre a un argento ai successivi Giochi di Atene 2004.
È ricordato soprattutto per aver stabilito il recorrd mondiale sulla distanza di 1500 metri piani ad Atene nel 2004, quando superò tutti i concorrenti, tra i quali il giovane Odair Santos, giunto secondo; il record è rimasto in vigore fino al 13 giugno 2006, quando è passato all'atleta spagnolo Abel Avila.

## Palmarès
| Anno | Manifestazione       | Sede   | Evento            | Risultato | Prestazione | Note            |
| ---- | -------------------- | ------ | ----------------- | --------- | ----------- | --------------- |
| 2000 | Giochi paralimpici   | Sydney | 800 m piani T13   | Oro       | 1'55"66     |                 |
| 2000 | Giochi paralimpici   | Sydney | 1500 m piani T13  | Oro       | 3'56"97     |                 |
| 2000 | Giochi paralimpici   | Sydney | 5000 m piani T13  | Oro       | 15'15"13    |                 |
| 2002 | Mondiali paralimpici | Lilla  | 800 m piani T13   | Argento   |             |                 |
| 2002 | Mondiali paralimpici | Lilla  | 1500 m piani T13  | Oro       |             |                 |
| 2002 | Mondiali paralimpici | Lilla  | 5000 m piani T13  | Oro       |             |                 |
| 2004 | Giochi paralimpici   | Atene  | 800 m piani T12   | Argento   | 1'54"04     |                 |
| 2004 | Giochi paralimpici   | Atene  | 1500 m piani T13  | Oro       | 3'51"09     | Record mondiale |
| 2004 | Giochi paralimpici   | Atene  | 5000 m piani T12  | Oro       | 14'54"08    |                 |
| 2004 | Giochi paralimpici   | Atene  | 10000 m piani T13 | Oro       | 32'02"16    |                 |
| 2006 | Mondiali paralimpici | Assen  | 5000 m piani T12  | Bronzo    |             |                 |
| 2006 | Mondiali paralimpici | Assen  | 10000 m piani T12 | Argento   |             |                 |